# Michèle Desbordes
Michèle Desbordes (Saint-Cyr-en-Val, 4 augustus 1940 – Baule, 24 januari 2006) was een Frans schrijfster.
Desbordes was conservator van de universiteitsbibliotheek in Orléans, daarnaast was zij schrijfster. Ze debuteerde in 1997 met haar roman L'Habituée (Het Stille Huis). Haar romans zijn in het Duits, Italiaans, Nederlands en Casteliaans vertaald.

## Oeuvre
- 2004: La Robe Bleue (De blauwe jurk van Camille)
- 2001: Le Lit de la Mer
- 2000: Le Commandement
- 1999: La Demande (Het verzoek)
- 1997: L'Habituée (Het Stille Huis)
- 1986: Sombres dans la ville où elles se taisent Gedichten, verschenen onder het pseudoniem Michèle Marie Denor.

## Prijzen
Voor haar werk La Demande (Het verzoek), 1999 :
- Prix du roman France Télévisions, 1999
- Prix du Jury Jean-Giono, 1999
- Prix des auditeurs de la RTBF, 1999
- Prix Flaïano de littérature étrangère, 2001

- Biblioteca Nacional de España: XX1487240
- Bibliothèque nationale de France: cb13090401w (data)
- Gemeinsame Normdatei: 1146004583
- International Standard Name Identifier: 0000 0001 1561 154X
- Library of Congress Control Number: no98086841
- Nationale Bibliotheek van Tsjechië: xx0083219
- Nationale Bibliotheek van Israël: 987007605540505171
- Nederlandse Thesaurus van Auteursnamen: 18424126X
- LIBRIS: 309711
- Système universitaire de documentation: 057477027
- Virtual International Authority File: 17358899
- WorldCat: E39PBJjhFC3yVHHGPxHqC63CwC

1. ↑  http://www.lalettredulibraire.com/Palmar%C3%A8s-du-Prix-France-T%C3%A9l%C3%A9visions-Roman-et-Essais.